# Azteca theresiae
Azteca theresiae är en myrart som beskrevs av Auguste-Henri Forel 1899. Azteca theresiae ingår i släktet Azteca och familjen myror.

## Underarter
Arten delas in i följande underarter:
- A. t. menceps
- A. t. theresiae